# Mikroskop dwufotonowy
Mikroskopia dwufotonowa – jedna z odmian mikroskopii fluorescencyjnej pozwalająca na obrazowanie próbek o grubości do 1 milimetra. Mikroskopia dwufotonowa może być też alternatywą dla mikroskopii konfokalnej z powodu lepszej penetracji próbki i zmniejszonej fototoksyczności.
Mikroskopia dwufotonowa wykorzystuje pomysł opisany przez Marię Göppert-Mayer w jej pracy doktorskiej w 1931 roku. Idea tej techniki opiera się na fakcie, że dwa fotony o mniejszej energii, spotykające się w tym samym czasie w pobliżu fluoroforu mogą go wzbudzić i wywołać jego fluoroscencję. Każdy z tych fotonów padający osobno na fluorofor, nie wywołałby emisji, z powodu zbyt niskiej energii wzbudzenia. Jakkolwiek prawdopodobieństwo jednoczesnego zaabsorbowania dwóch fotonów jest niezwykle niskie, stąd by wzbudzić fluorofor, potrzebny jest ich gęsty strumień. W praktyce mikroskopię dwufotonową zastosował Winfried Denk w Cornell University. Dodatkowo połączył on pomysł dwufotonowości ze skanerem laserowym.

Schemat zasady działania mikroskopii dwufotonowej

W mikroskopii dwufotonowej wykorzystuje się laser podczerwony, który zostaje zogniskowany przez soczewki obiektywu. Zazwyczaj jest to femtosekundowy laser na szafirze domieszkowanym tytanem, pulsujący w trybie ~100 femtosekundowym i częstotliwością ~80 MHz, co pozwala na uzyskanie strumienia fotonów o dużej gęstości, potrzebnej do wzbudzenia fluoroforu. Technologia dwufotonowa jest opatentowana przez Winfrieda Denka, Jamesa Stricklera i Watta Webba z Cornell University.
Najczęściej używane fluorofory mają widma wzbudzenia w zakresie 400-500 nm, gdy laser w mikroskopii dwufotonowej ma zakres 700–1000 nm (podczerwień). Jeśli fluorofor zaabsorbuje jednocześnie dwa takie fotony o obniżonej energii, dostanie jej wystarczająco, by zostać wzbudzonym do wyższego stanu energetycznego. Wracając do stanu podstawowego, wyemituje już pojedynczy foton o odpowiedniej energii, zależnie od typu fluoroforu (zwykle w zakresie widzialnym).
Prawdopodobieństwo wzbudzenia fluoroforu przez dwa różne fotony jest niskie i zależne od kwadratu natężenia wiązki wzbudzającej. Jednak zapewnia to, że wzbudzenie nastąpi tylko w punkcie ogniskowania wiązek. Za pomocą zwierciadła skanującego można przesuwać punkt ogniskowania po płaszczyźnie ogniskowania i w ten sposób skanować daną płaszczyznę próbki. Przesuwając punkt ogniskowania w górę i w dół, możemy także skanować trzeci wymiar. Dużą zaletą systemu dwufotonowego jest to, że używane do wzbudzania światło podczerwone nie ulega rozpraszaniu tak silnie jak krótsze fale, co podnosi rozdzielczość obrazowania. Ponadto ma ono lepszą zdolność do penetracji próbki (z drugiej strony fale dłuższe niż 1400 nm są z kolei bardzo silnie pochłaniane przez wodę obecną w preparatach). Dłuższa fala niesie także mniej energii, co obniża możliwe uszkodzenia powodowane przez światło poza płaszczyzną ogniskowania, przy przechodzeniu przez próbkę (fototoksyczność). Wadami systemu jest ich wysoka cena, na którą wpływa konieczność stosowania drogiego lasera podczerwonego i dostosowanej do niego optyki. Także widma absorpcji fluoroforów w systemie dwufotonowym różnią się od tych w systemie jednofotonowym, co często pociąga za sobą konieczność stosowania niestandardowych rozwiązań w tej kwestii.